# Depala vas
Depala vas este o localitate din comuna Domžale, Slovenia, cu o populație de 480 de locuitori.